# Steven Klein
Steven Klein (30 d'abril, 1965) és un fotògraf americà que treballa a Nova York.

## Història

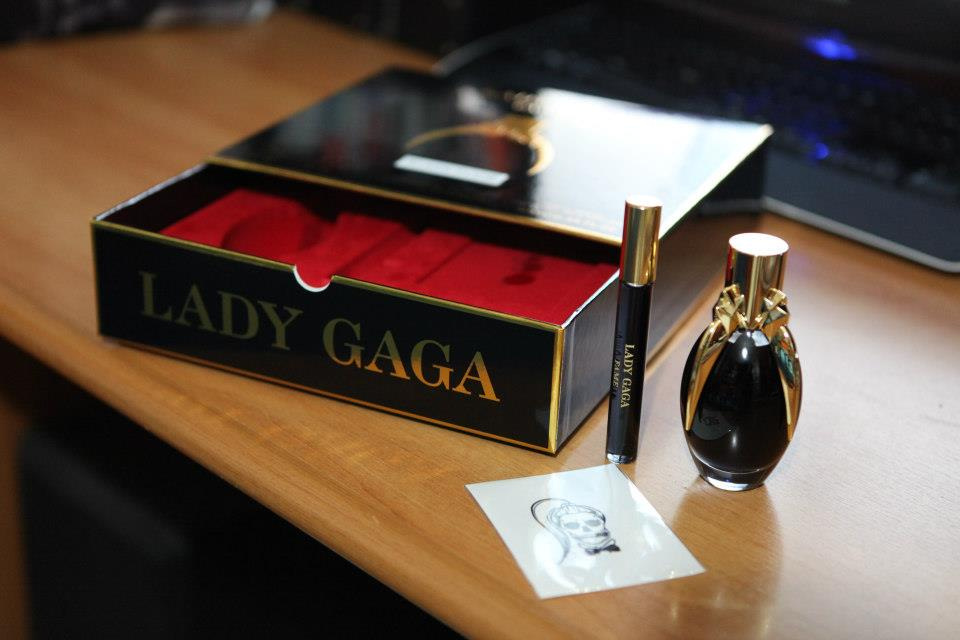
Fame, perfum pel que Klein va dirigirun anunci comercial

Després d'estudiar pintura a l'Escola de Disseny de Rhode Island, es va moure al camp de fotografia per vocacio. Klein va treballar en diferents campanyes publicitaries per diversos clients que inclouen Calvin Klein, Dolce & Gabbana, Louis Vuitton, Balenciaga, Alexander McQueen i Nike i és un col·laborador regular a revistes incloent-hi la versió americana i francesa de Vogue, i-D, Numéro, W i Arena. La seva feina ha sigut presentada en numerosas exposicions, més recentment al Gagosian Gallery, Califòrnia i al Brancolini Grimaldi Gallery a Florencia. Klein és molt reconescut per la seva feina a Interview and W Magazine, el cual ha treballat el seu estil i la seva forma fotografica amb diverses celebritats, incloent Madonna, Tom Ford, Brad Pitt, Rihanna i la gran Lady Gaga, per la cual va dirigir el vídeoclip Alejandro., i l'anunci del seu perfum, Fame. 

## X-STaTIC PRO=CeSS
Dins 2003, Klein va col·laborar amb Madonna, creant una instal·lació d'expositiva que va anomenar X-PRO ESTÀTIC=CeSS. Va incloure fotografia de les sesiones per W Magazine i set segments de vídeo. La instal·lació va córrer des del 28 de març fins al 3 de maig de 2003 dins la galeria de Nova York, Deitch Projects, i després va viatjar arreu del món en una forma editada.
El títol de l'exposició ve d'una cançó titulada "X-Static Process" de l'album de Madonna titulat American Life. 
Madonna, temps després, va utilitzar videos de l'exposició en el seu tour de 2004, Re-Invention World Tour durant les actuacions de "The Beast Whithin" i "Vogue". 

## Videografia

### Vídeos de rerefons per concerts

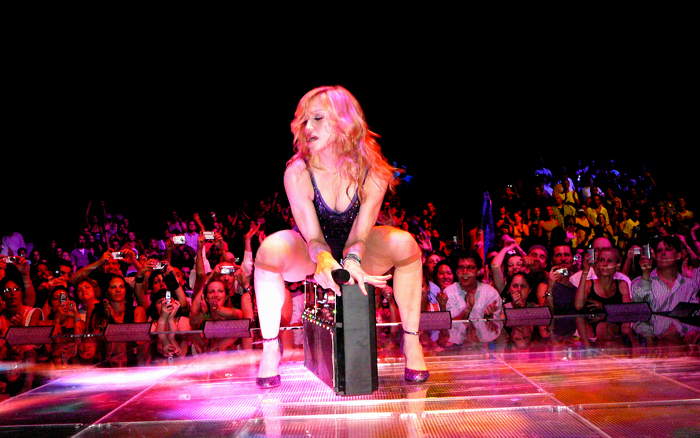
Madonna al Confessions World Tour

- Madonna — "The Beast Within" (2004, Re-Invention World Tour)
- Madonna — "Vogue" (2004, Re-Invention World Tour)
- Madonna — "Future Lovers"/"I Feel Love" (2006, Confessions Tour)
- Madonna — "Get Together" (2006, Confessions Tour)
- Madonna — "Music Inferno" (2006, Confessions Tour)
- Madonna — "Human Nature" (2008–2009, Sticky & Sweet Tour)
- Madonna — "Get Stupid" (2008–2009, Sticky & Sweet Tour)
- Madonna — "Iconic" (2015–2016, Rebel Heart Tour)

### Pel·lícules
- Madonna — "Secretprojectrevolution"
- Madonna — "Superstar (Director - Guy Ritchie)"

### Anuncis

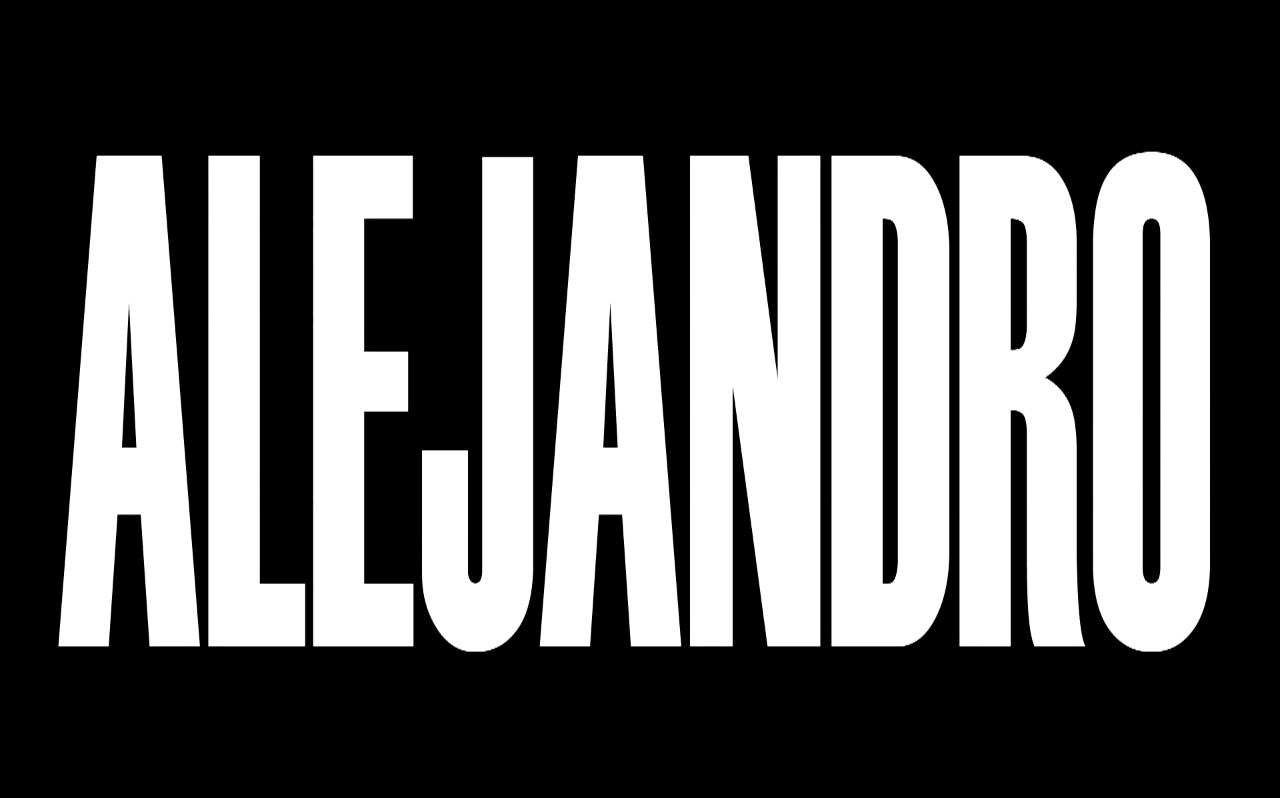
Fotografama del videoclip Alejandro de Lady Gaga dirigit per Klein

- Lady Gaga - Fame (Perfum)
- Lady Gaga - Eau de Gaga (Perfum)

### Vídeoclips
- Lady Gaga - Alejandro (2010)
- Brooke Candy - Opulence (2014)
- Kanye De l'oest - Wolves (2016)

### Exposicions de museu
- Killer Heels, Brooklyn Museu, 2014.[8]